# Бакич, Митар
Митар Бакич (серб. Митар Бакић; 7 ноября 1908, Бериславцы — 25 ноября 1960, Белград) — югославский военный и политический деятель, постоянный представитель Югославии при ООН с 1950 по 1952 годы. Народный герой Югославии.

## Биография
Родился 7 ноября 1908 в селе Бериславцы близ Подгорицы в крестьянской семье. Окончил начальную школу в Бериславцах, гимназию в Подгорице, поступил на юридический факультет Белградского университета. За время обучения сблизился с представителями левых идей, в 1932 году был принят в Коммунистическую партию Югославии. Занимал должность в технических отделах Белградского комитета КПЮ. Работал до 1936 года в Белграде и Загребе, состоял также в ЦК Единой рабочей партии Югославии. В 1936 году от КПЮ был направлен в Черногорию для формирования благотворительной организации «Красная помощь». Состоял в комиссии по переброске добровольцев в Испанию.
В 1936 году Бакич был арестован в Загребе и отдан под суд, однако был оправдан. С 1937 по 1938 годы он проводил пропаганду среди солдат гарнизона Загреба. Участник V земельного Съезда КПЮ, состоявшегося в октябре 1940 года в Загребе, 10 апреля 1941 избран в Военный комитет при ЦК КПЮ. После оккупации страны отправился в Черногорию, где занял должность оргсекретаря Черногорского отделения КПЮ. Был одним из организаторов восстания 13 июля. В октябре 1941 года был избран в Главный народно-освободительный комитет Сербии. В начале 1942 года снова командирован в Черногорию, где занял должность политрука в Главном штабе НОАЮ в Черногории (при командире Пеко Дапчевиче).
В июне 1942 года Бакич назначен политруком 4-й пролетарской черногорской бригады, с которой участвовал в походе в Боснийскую краину и боях за Бугойно, Купрес, Босанско-Грахово и другие города. В ноябре 1942 года он был назначен политруком 2-й пролетарской дивизии, с которой прошёл через битву на Неретве, участвовал в контрнаступлении под Горни-Вакуфом, прорыве в Герцеговину, боях на Дрине, Сутьеске, Зеленгоре и в Восточной Боснии. В сентябре 1943 года он стал политруком 2-го ударного армейского корпуса. В июне 1944 года был назначен секретарём Национального комитета освобождения Югославии и шефом кабинета маршала Югославии Иосипа Броза Тито.
После освобождения Югославии Митар Бакич занимал должность генерального секретаря при Правительстве ФНРЮ 1945 года, в октябре 1949 года занял должность секретаря Координационного комитета Правительства ФНРЮ. С 1950 по 1952 годы был членом делегации СФРЮ при Генеральной Ассамблее ООН. Занимал должность генерального секретаря Союзной Скупщины, состоял в ЦК Союзах коммунистов Югославии и Черногории, был председателем Центральной ревизионной комиссии СКЮ и членом Союзного комитета ССРН Югославии. Депутат Народной Скупщины с 1945 года. Генерал-подполковник в отставке.
Скончался 25 ноября 1960, похоронен на Новом кладбище в Белграде. Кавалер многих орденов и медалей, Народный Герой Югославии (указ от 20 декабря 1951).